# Самаа ад-Даула
Самаа ад-Даула (*'д/н — 1023) — емір Хамадану в 1021—1023 роках. Троне ім'я перекладається як «Небо держави». Повне ім'я — Самаа ад-Даула Абуль-Хасан Алі бен Шамс ад-Даула.

## Життєпис
Походив з династії Буїдів. Син Шамса ад-Даули. Про дату народження нічого невідомо. Спочатку отримав ім'я Алі, згодом додав до нього Абуль-Хасан. У 1021 році після смерті батька стає новим еміром під ім'ям Самаа ад-Даула. Він був прихильником військовиків та ревнивим шиїтом. Тому наказав звільнити з посади візира Ібн Сіну, що користувався довірою Шамс ад-Даули, та запроторити до фортеці.
Разом з тим головною загрозою для еміра залишалася держава Какуїдів (зі столицею в Ісфагані), з якими протистояння тривали до 1023 року, коли війська Самаа ад-Даули зазнали поразки, а Гамадан захоплено. Сам емір або загинув у сутичці чи його страчено. Володіння Буїдів в Гамадані та Керманшахі увійшли до держави Какуїдів.